# Euploea doleschalii
Euploea doleschalii är en fjärilsart som beskrevs av Felder 1859. Euploea doleschalii ingår i släktet Euploea och familjen praktfjärilar. Inga underarter finns listade i Catalogue of Life.